# Jüdischer Friedhof (Schoneberg)

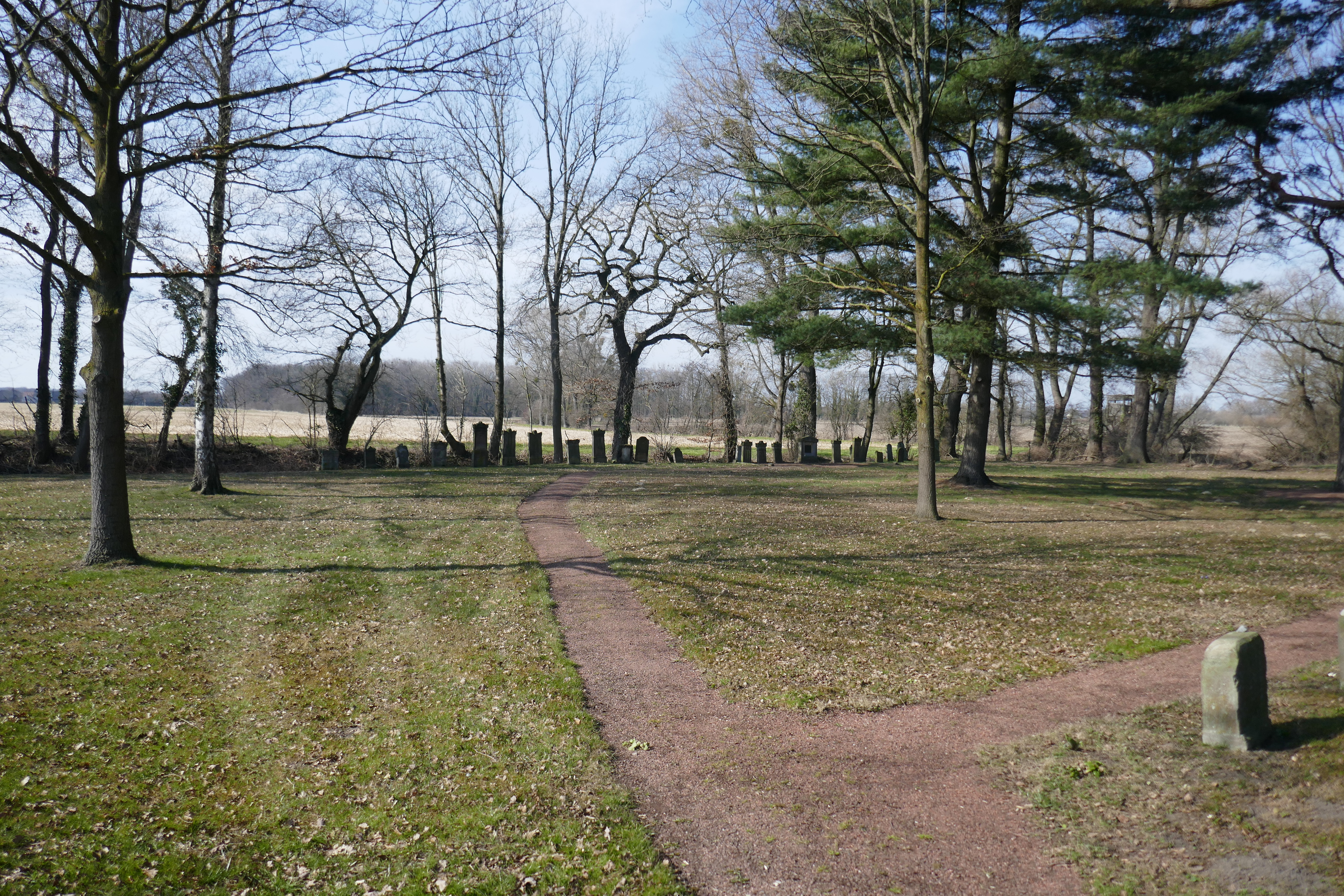
Jüdischer Friedhof Schoneberg

Der Jüdische Friedhof Schoneberg befindet sich im Ortsteil Schoneberg der Gemeinde Lippetal im Kreis Soest in Nordrhein-Westfalen. Als jüdischer Friedhof ist er ein Baudenkmal und seit dem 20. September 2007 unter der Denkmalnummer A-36 in der Denkmalliste eingetragen.
Der Friedhof an der Straße von Hovestadt nach Eickelborn (= Landesstraße L 636 = Postweg; Heide Schoneberg, Nordseite) wurde von etwa 1830 bis 1920 belegt. Es sind 49 Grabsteine erhalten, die allerdings nicht mehr an den ursprünglichen Grabstätten stehen. 